# Album Seven by Rick
| Recensione | Giudizio |
| ---------- | -------- |
| AllMusic   | [ 1 ]    |

Album Seven by Rick è il settimo album discografico di Rick Nelson, pubblicato dall'etichetta discografica Imperial Records nel marzo del 1962.

## Tracce
Lato A
1. Summertime – 2:12 (DuBose Heyward, George Gershwin) – Registrato il 6 novembre 1961 al Master Recorders di Hollywood, California
2. Congratulations – 2:16 (Jerry Fuller) – Registrato il 7 dicembre 1961 al Master Recorders di Hollywood, California
3. Baby You Don't Know – 1:48 (Jerry Fuller, Dave Burgess) – Registrato il 16 ottobre 1961 al United Recording Corp. di Hollywood, California
4. I Can't Stop Loving You – 2:38 (Don Gibson) – Registrato il 6 novembre 1961 al Master Recorders di Hollywood, California
5. Excuse Me Baby – 2:38 (Dorsey Burnette) – Registrato il 2 novembre 1961 al Master Recorders di Hollywood, California
6. History of Love – 2:03 (Jerry Fuller, Dave Burgess) – Registrato il 16 ottobre 1961 al United Recording Corp. di Hollywood, California

Lato B
1. Today's Teardrops – 2:06 (Aaron Schroeder, Gene Pitney) – Registrato il 20 luglio 1961 al United Recording Corp. di Hollywood, California
2. Mad Mad World – 2:01 (Dorsey Burnette) – Registrato il 30 ottobre 1961 al Master Recorders di Hollywood, California
3. Thank You Darling – 1:37 (Sharon Sheeley, Jackie De Shannon) – Registrato il 10 agosto 1961 al United Recording Corp. di Hollywood, California
4. Poor Loser – 2:21 (Jerry Fuller) – Registrato il 7 dicembre 1961 al Master Recorders di Hollywood, California
5. Stop Sneakin' 'Round – 2:42 (Baker Knight) – Registrato il 2 novembre 1961 al Master Recorders di Hollywood, California
6. There's Not a Minute – 2:24 (Clint Ballard Jr., Frederick Tobias) – Registrato il 16 ottobre 1961 al United Recording Corp. di Hollywood, California

## Musicisti
Summertime / I Can't Stop Loving You
- Rick Nelson - voce
- James Burton - chitarra
- Ray Johnson - pianoforte
- Joe Osborn - basso
- Richie Frost - batteria
- Dave Burgess - cori (solo in Summertime)
- Glen Campbell - cori (solo in Summertime)
- Jerry Fuller - cori (solo in Summertime)
- Darlene Love & The Blossom - cori (solo in I Can't Stop Loving You)

Congratulations / Poor Loser
- Rick Nelson - voce, chitarra
- James Burton - chitarra
- Glen Campbell - chitarra
- Jerry Puckett - chitarra
- Ray Johnson - pianoforte
- Joe Osborn - basso
- Richie Frost - batteria
- Dave Burgess - cori (solo in Congratulations)
- Jerry Fuller - cori (solo in Congratulations)
- Glen Campbell - cori (solo in Congratulations)

Baby You Don't Know / History of Love / There's Not a Minute
- Rick Nelson - voce, chitarra
- James Burton - chitarra
- Ray Johnson - pianoforte
- Joe Osborn - basso
- Richie Frost - batteria
- Dave Burgess - cori (solo nei brani: Baby You Don't Know e History of Love)
- Glen Campbell - cori (solo nei brani: Baby You Don't Know e History of Love)
- Jerry Fuller - cori (solo nei brani: Baby You Don't Know e History of Love)

Excuse Me Baby / Stop Sneakin' 'Round
- Rick Nelson - voce
- James Burton - chitarra
- Ray Johnson - pianoforte
- Joe Osborn - basso
- Richie Frost - batteria
- Dave Burgess - cori (solo in: Stop Sneakin' 'Round)
- Glen Campbell - cori (solo in: Stop Sneakin' 'Round)
- Jerry Fuller - cori (solo in: Stop Sneakin' 'Round)

Today's Teardrops
- Rick Nelson - voce, chitarra
- James Burton - chitarra
- Ray Johnson - pianoforte
- Joe Osborn - basso
- Richie Frost - batteria
- Dave Burgess - cori (aggiunti in seguito in sovraincisione)
- Glen Campbell - cori (aggiunti in seguito in sovraincisione)
- Jerry Fuller - cori (aggiunti in seguito in sovraincisione)

Mad Mad World
- Rick Nelson - voce, chitarra
- James Burton - chitarra
- Ray Johnson - pianoforte
- Joe Osborn - basso
- Richie Frost - batteria
- Dave Burgess - cori
- Glen Campbell - cori
- Jerry Fuller - cori

Thank You Darling
- Rick Nelson - voce
- James Burton - chitarra
- Allan Harris - pianoforte
- Joe Osborn - basso
- Richie Frost - batteria
- Dave Burgess - cori
- Glen Campbell - cori
- Jerry Fuller - cori